# Zágráb Aréna
A Zágráb Aréna egy multifunkcionális sport- és rendezvénycsarnok Zágráb városában Novi Zagreb Lanište környékén, Horvátországban. 
A helyszínen egy épületegyüttes, az Arena Complex (Arena Center) is található, amely a város egyik legnagyobb bevásárló-szórakoztató központja.
Az arénát jégkorong, futsal, kézilabda, atlétika, kosárlabda, röplabda és számos egyéb sportversenyek, különböző koncertek, kiállítások, vásárok, rendezvények és kongresszusok lebonyolítására használják.
A bevásárlóközpontban és a Zágráb Arénában egy sor közösségi szolgáltatás megtalálható, mint például közös parkoló, multiplex mozi, wellness-központ, éttermek, kávézók és üzletek.

## Előzmények
A horvát kormány és a város önkormányzata a 2009-es férfi kézilabda-világbajnokság rendezéséhez kapcsolódóan nyilvános pályázatot hirdetett egy sport-, kulturális és üzleti események lebonyolítására alkalmas sportcsarnok építésére. 
A pályázat győztese végül az Ingra valamint a TriGranit építőipari vállalatok lettek Horvátországból, illetve Magyarországról. A TriGránit/Ingra ajánlatot eredetileg 2007. április 25-én jóváhagyták, de a végleges szerződés aláírása késett miután Milan Bandić polgármester elégedetlenségét fejezte ki a tenderrel szemben. A konzorcium a zágrábi UPI-2M Zagreb elnevezésű céget külön emiatt a pályázat miatt hozta létre, feladata egy egyedülálló dizájn létrehozása volt a Zágráb Aréna számára. 
A sportcsarnok építése végül 2007. július 20-án kezdődött, és az előzetes tervek szerint 2008. december 15-én ért volna véget.

## Díjak
Az Aréna Zágráb megnyerte az Év Strukturális Tervezés díját a 2009-es Világépítészeti Fesztiválon.

## Galéria

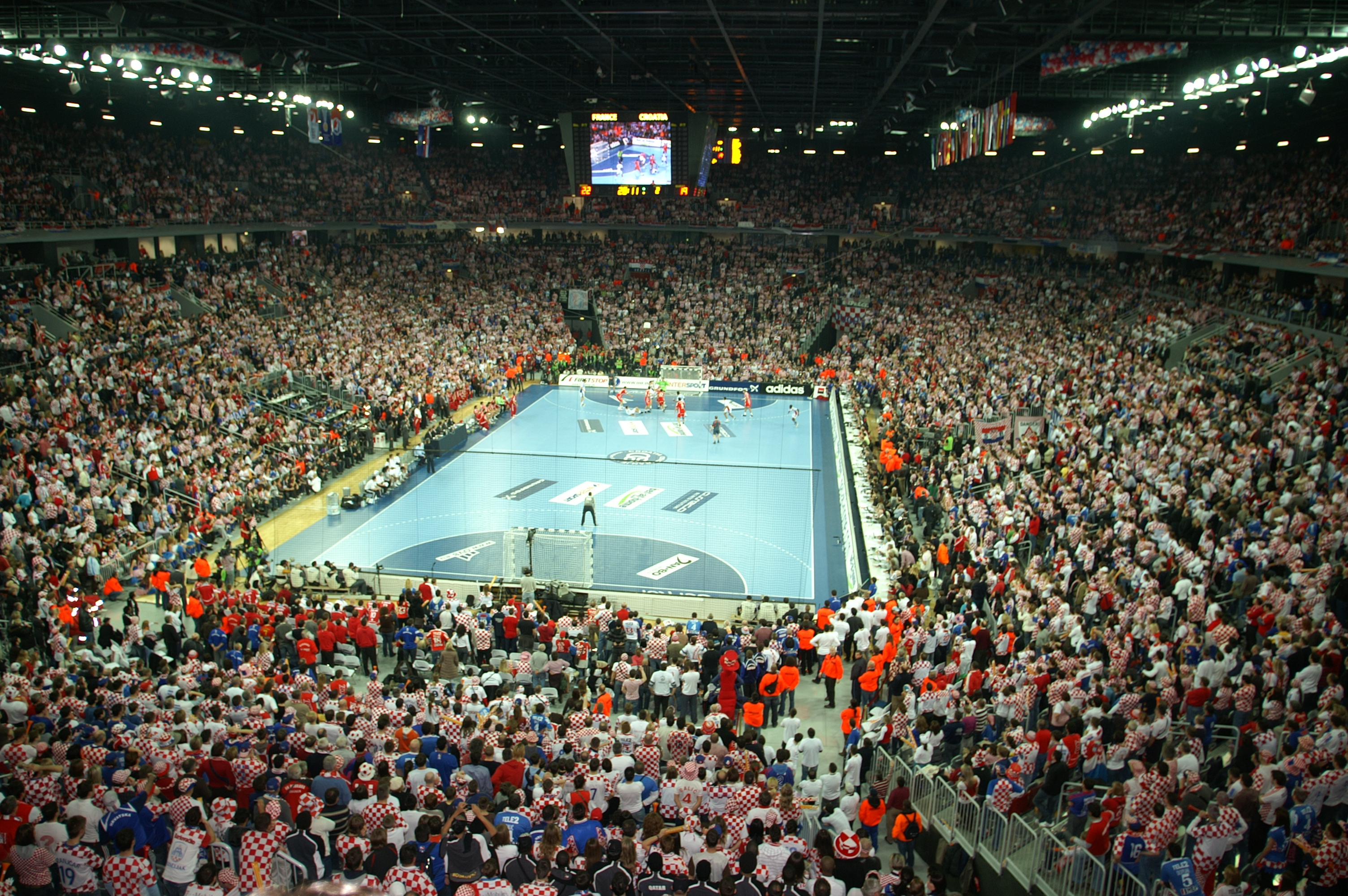
A 2009-es kézilabda-világbajnokság döntője
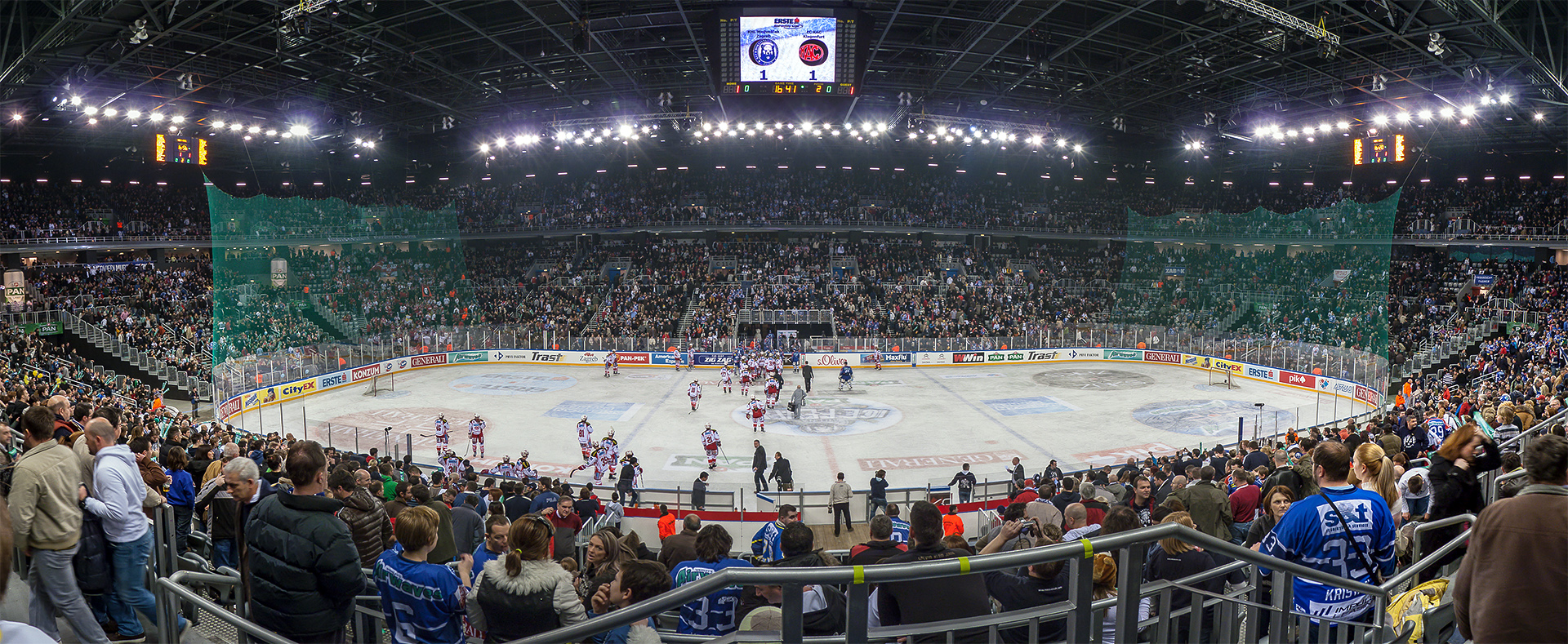
A KHL Medveščak Zagreb egy mérkőzése
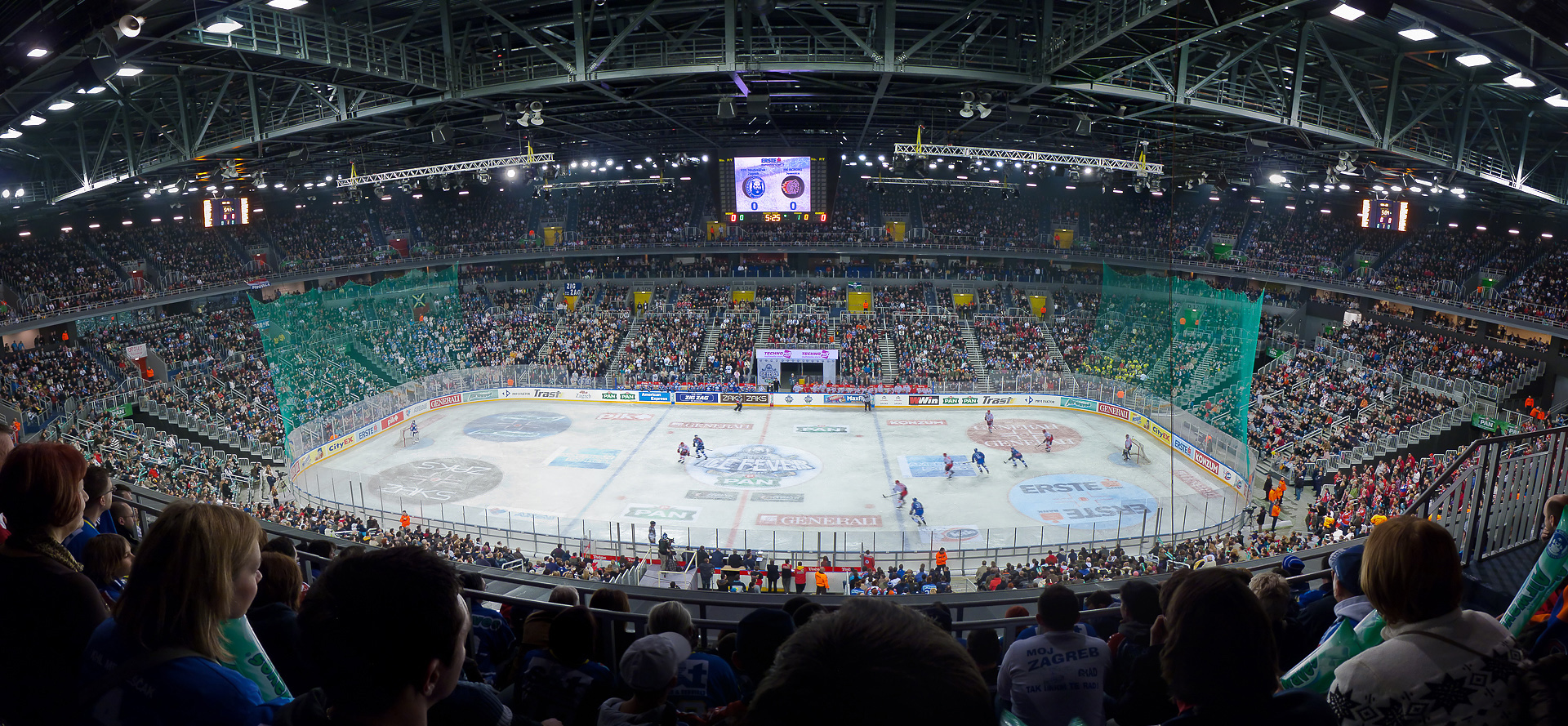
A KHL Medveščak Zagreb egy mérkőzése (a szemközti lelátóról)
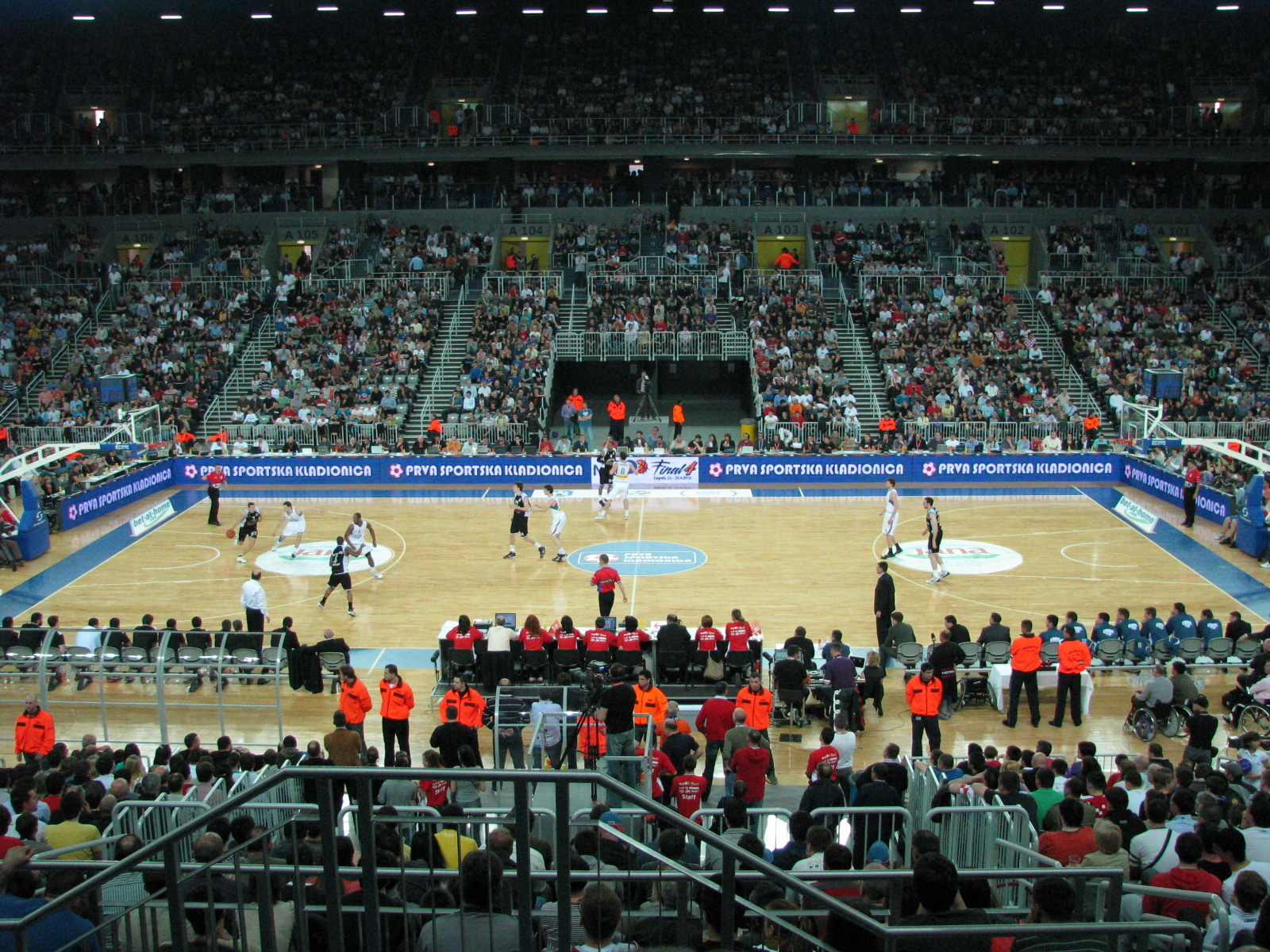
Cibona - KK Partizan kosárlabda-döntő a 2010-es Adria-ligában.